# Politolana microphthalma
Politolana microphthalma is een pissebed uit de familie Cirolanidae. De wetenschappelijke naam van de soort is voor het eerst geldig gepubliceerd in 1882 door Hoek.